# ポルトフェッラーイオ
ポルトフェッラーイオ（伊: Portoferraio）は、イタリア共和国トスカーナ州リヴォルノ県にある、人口約12,000人の基礎自治体（コムーネ）。エルバ島最大の都市である。

## 地理

### 位置・広がり
ティレニア海に浮かぶエルバ島の7つのコムーネのうち、中央北側に位置する。西にマルチャーナ、南西にカンポ・ネッレルバ、南にカポリーヴェリ、南東にポルト・アッズッロ、東にリオがある。
自治体としてのポルトフェッラーイオには、トスカーナ群島のモンテクリスト島も含まれる。

### 気候分類・地震分類
ポルトフェッラーイオにおけるイタリアの気候分類 (it) および度日は、zona C, 1025 GGである。
また、イタリアの地震リスク階級 (it) では、zona 4 (sismicità molto bassa) に分類される。

## 行政

### 分離集落
ポルトフェッラーイオには、以下の分離集落（フラツィオーネ）がある。
- Bagnaia, Biodola, Magazzini, Montecristo, San Giovanni, Scaglieri, Viticcio